# ThinkPad X1 Carbon

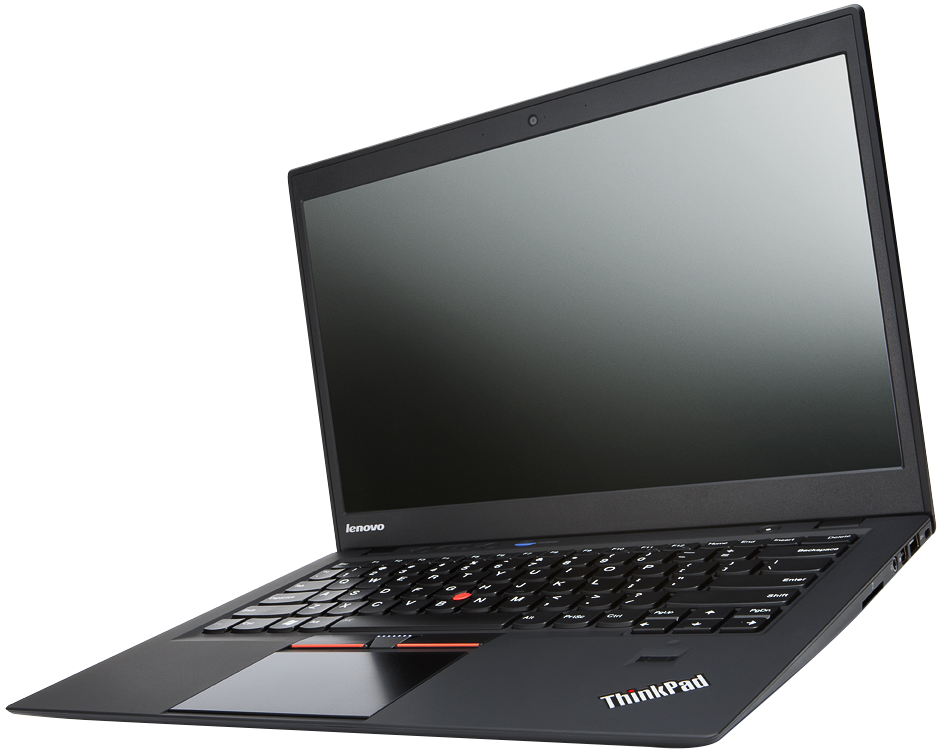
联想 ThinkPad X1 Carbon

ThinkPad X1 Carbon 是由联想公司于2012年首次发布，並且在2013年，2014年以及2015年升级的Thinkpad系列的高端轻薄型商务笔记本電腦。ThinkPad X1 Carbon 使用了具有触摸功能的多点触控屏幕以便更有效地與微软针對触摸优化的Windows 8 操作系统进行協同操作。

## 發佈
在2012年8月初，联想首次发布了 ThinkPad X1 Carbon，作为较早的产品ThinkPad X1的后继产品。联想首先将 ThinkPad X1 Carbon 發佈于中國，因为联想官方认为Thinkpad广泛流行于中國的消费市场。此后，联想又于2013年，2014年以及2015年依次更新了ThinkPad X1 Carbon的硬件规格以及设计。

## 硬件规格

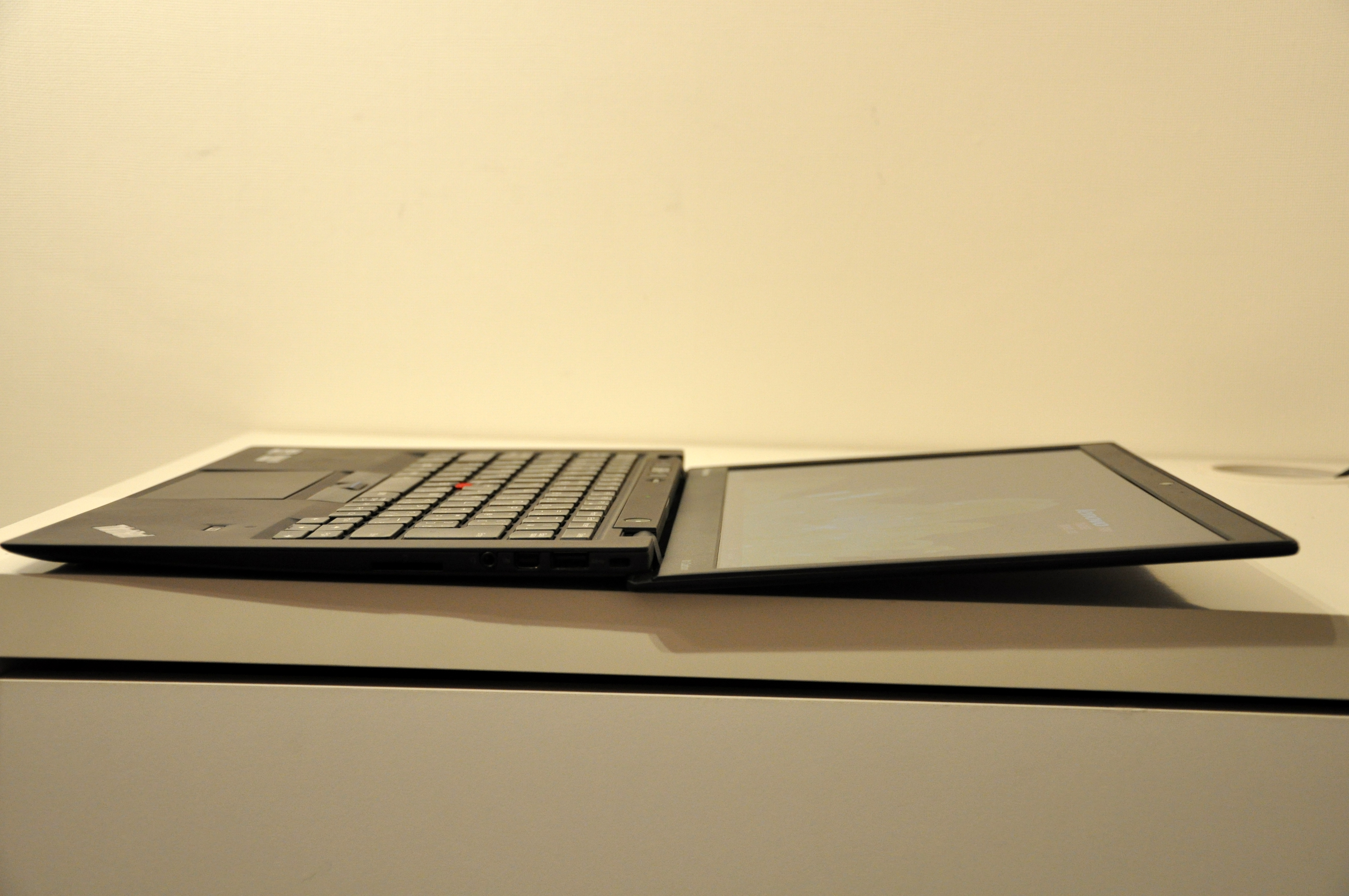
ThinkPad X1 Carbon 的最大开合角

Thinkpad X1 Carbon使用固态硬盤來取代傳統的機械硬盤。基礎版配備英特尔酷睿i5处理器、4GB的內存和128GB的固态硬盘，及一個大小为14英寸、分辨率为1920*1080像素的TN液晶屏幕，而顶级型号则擁有英特尔酷睿 i7  处理器、8GB的内存和512GB的固態硬盤，及分辨率为2560*1440像素、具備10点触摸功能的 IPS屏幕。 Thinkpad X1 Carbon 需要使用轉接頭以便連接有線以太网或3G/4G的移动型调制解调器。
Thinkpad X1 Carbon重約1.35 公斤，機身尺寸為12.8* 8.94* 0.68英寸（于最厚的部位）。Thinkpad X1 Carbon的防滚架由重量轻的碳纤维製作而成，外壳為黑色。

## 触控版本
在2012年11月，联想發佈了ThinkPad X1 Carbon Touch的觸控型號，其觸控屏幕是與微软的Windows 8配合使用的。該多点触摸屏幕可以检测到来自最多10个手指的同时觸摸。2013年，2014年以及2015年，聯想也更新了 ThinkPad X1 Carbon Touch 的硬件规格。

## 2011 – 第0世代
重量在 1.36 公斤至 1.72 公斤之間，取決於配置。
它是迄今為止最薄的 ThinkPad 筆記型電腦，厚度為 16.5 毫米（正面）和 21.5 毫米（背面）。
螢幕為13.3吋（340毫米）LED背光高清無限面板，解析度為1366 × 768（WXGA）。
基本配置使用 Intel Sandy Bridge 2.5 GHz Core i5-2520M（高達 3.20 GHz）
4 Gb RAM（高達 8 Gb）
SATA SSD 或硬碟
Intel 整合高清顯示卡
USB 3.0, 802.11 b/g/n WiFi 
ThinkPad X1筆記型電腦的規格如下： 
- 處理器：最高可達 Intel Core i7-2640M（2×2.80 GHz，4 MB L3）
- 記憶體：高達 8 GiB DDR3 1333 MT/s（1 個插槽）
- 顯示卡：英特爾高畫質顯示卡 3000
- 儲存：1 × SATA 6 Gbit/s（320 GB 7200 RPM HDD，或 SSD，範圍從 128 GiB 到 160 GiB）
- 電池：長達 5.2 小時。使用切片電池可進一步延長至 10 小時。

## 2012 – 第一代
X1 Carbon 採用固態硬碟 (SSD)，而非硬碟。基本型號配備 4 Gb 內存、Intel Core i5-3317U 處理器和 128 Gb SSD。
最昂貴的型號配備 Intel Core i7 處理器和 256 GiB SSD。 X1 Carbon 需要使用適配器來存取有線以太網，某些型號包括 3G 或 4G 蜂窩調變解調器。

## 2014 – 第二代
2014 X1 Carbon 採用第四代英特爾處理器和「自適應鍵盤」觸控條，功能鍵通常位於該觸控條上。 Home 和 End 鍵取代了 Caps Lock 鍵，要求使用者雙擊 Shift 鍵才能啟動 Caps Lock。刪除鍵也被重新定位到退格鍵的右側，而不是其上方。

## 2015 – 第三代
2015 X1 Carbon 採用第五代英特爾酷睿處理器。聯想從創新但令人困惑的自適應功能行恢復到傳統的功能行，並恢復使用 TrackPoint 下的專用滑鼠按鈕。指紋辨識器位於鍵盤右側，可用於登入 Windows。

## 2016 – 第四代

### X1 Yoga
第一代 X1 Yoga 於 2016 年發布，配備 14 吋觸控螢幕和 360 度鉸鏈。與 X1 系列中的許多其他筆記型電腦不同，它配有手寫筆和專用插槽。與 X1 系列中的許多其他產品一樣，X1 Yoga 具有內建指紋感應器、多個 USB 連接埠、一個 HDMI 端口，並支援最高 Intel i7 處理器。

### X1平板電腦
ThinkPad X1 平板電腦是一款模組化設備，使用聯想所謂的「Ultra Connect」系統將可拆卸模組連接在一起，例如額外的電池組、微型投影機、3D 相機、可拆卸鍵盤等。 X1平板電腦的12吋多點觸控屏，解析度為2160 × 1440（3∶2長寬比）

## 2017 – 第 5 代
2017 年 1 月，在消費性電子展 (CES) 上，聯想推出了第五代 X1 Carbon，重量為 1.14 公斤，電池續航時間長達 15.5 小時，起價為 1,329 美元。也推出了銀色版本。

### 召回
有報導稱，2017 年 11 月 1 日之前生產的 ThinkPad X1 Carbon 第 5 代筆記型電腦被召回，因為有報道稱筆記型電腦在製造過程中留下的一顆螺絲可能會損壞其中一顆鋰電池，導致其中一顆電池短路，從而導致快速過熱和故障。召回前，其中 83,500 台筆記型電腦已在美國和加拿大銷售。

### X1 Yoga（第二代）
與先前的 X1 Yoga 的變化包括使用第 7 代 Intel Core i（「Kaby Lake」）處理器、增加 Thunderbolt 3 連接埠、用於電源轉接器的 USB-C 介面、「波浪」風格鍵盤（鍵盤上採用霧面飾面）。

### X1 平板電腦（第二代）
升級至第 7 代 Intel Core m

## 2018 – 第 6 代
2018 年 1 月，在消費性電子展 (CES) 上，聯想推出了第六代 X1 Carbon，重 1.13 公斤。這是首款配備四核心處理器的 X1 Carbon 型號。它配備第 8 代 Intel Core i5 或 i7 處理器，以及高達 16 Gb 的 RAM 和高達 1 Tb 的儲存空間。 ThinkPad 標誌已更改為黑色，而不是先前的銀色品牌。

#### X1 Yoga（第三代）
設計源自第六代 ThinkPad X1 Carbon，預設配備 ThinkShutter 隱私攝影機（紅外線攝影機的型號除外）、15W 第 8 代 Core i5/i7 四核心處理器和內建手寫筆。 OLED 螢幕不再是一種選擇。

### X1 平板電腦（第三代）
升級至第八代英特爾酷睿，最高可達i7-8650U

## 2019 – 第 7 代
2019 年 1 月，在消費性電子展 (CES) 上，聯想發布了第七代 X1 Carbon，重 1.08 公斤（2.4 磅）。它配備了第 8 代 Whiskey Lake Core i5 或 i7 處理器、可選的具有杜比視界 HDR 的 4K 顯示屏，以及比上一代更薄的底盤。它還支援新的可選碳纖維編織頂蓋。

### X1 Yoga（第四代）
設計源自第七代ThinkPad X1 Carbon。值得注意的是，這是第一款採用鋁製底盤的 ThinkPad。 15W第八代/第十代酷睿i5/i7四核心處理器，內建手寫筆。

### X1 Extreme（第二代）
第一代的更新版本；第一款配備 OLED 螢幕選項的非 Yoga ThinkPad 筆記型電腦。
兄弟型號是 ThinkPad P1 Gen 2。

## 2020年 – 第 8代
2020 年 1 月，在消費性電子展 (CES) 上，聯想發布了第八代 X1 Carbon。它配備第 10 代英特爾 Comet Lake 處理器、可選的 PrivacyGuard 顯示器和 WiFi 6 支援。 Fedora Linux 發行版也預先安裝在筆記型電腦上。

### X1 Yoga 5 代
設計源自第8代ThinkPad X1 Carbon。第十代酷睿 i5/i7 四核心處理器與內建手寫筆。

### X1 Extreme第三代
15吋線更新；最後一款具有非縮減 1.8 毫米鍵程的 X1 ThinkPad 系列。

### X1 Nano
聯想於 2020 年 9 月推出了首款 X1 Nano。X1 Nano 是當時最輕的 ThinkPad，重量僅 1.99 磅（907 克），也是聯想首款基於 Intel Evo 平台的 ThinkPad，搭載第 11 代 Intel Core 處理器。

### X1 Fold
配備折疊13.3 吋顯示器。

## 2021年 – 第9 代
2021 年 1 月，在消費性電子展 (CES) 上，聯想發布了第九代 X1 Carbon。它配備了 16:10 寬高比顯示器、更寬的觸控板和更大的電池。

#### X1 Titanium 第一代
2021 年，聯想發布了 X1 Titanium Yoga，這是一款 13.5 吋筆記型電腦，配備第 11 代英特爾酷睿 i5 或 i7 處理器，並整合英特爾 Iris Xe 顯示卡。

#### X1 Yoga第 6 代
設計源自第9代ThinkPad X1 Carbon

## 2022年 X1 – 第10 代
聯想於 2022 年 1 月發布了第十代產品。

### X1 Yoga 7 代
設計源自第10代ThinkPad X1 Carbon

### X1 Extreme 第五代
第五代於 2022 年 6 月上市

### X1 Fold16 Gen 1
聯想推出了新款 ThinkPad X1 Fold 16 筆記型電腦，並於 11 月開始出貨。

### X1 Nano Gen 2
第十二代英特爾酷睿 P 系列

## 2023年– 第11 代
聯想於 2022 年 12 月發布了第十一代產品。它首次使用再生材料：某些部件中高達 97% 的消費後塑膠、90% 的再生鎂和 55% 的再生鋁。這一代採用了英特爾第13代酷睿行動處理器。Core i5-1345U 和 Core i7-1365U 提供 32Gb版本。64 Gb 版本僅適用於 Core i7-1370P。

### X1 Yoga第 8 代
此次發布的產品還包括新版本的 X1 Yoga（14 吋）。設計源自第11代ThinkPad X1 Carbon。

### X1 奈米第三代
此次發布的產品還包括新版本的 X1 Nano（13 吋）。第 13 代英特爾酷睿P系列。

## 2024年– 第12代
聯想於 2023 年 12 月發布了第十二代 X1 Carbon。
它也是第一款配備觸覺觸控板選項的 X1 Carbon，由 Sensel 提供。 Sensel 也為 ThinkPad X1 Titanium Yoga (2021)、ThinkPad X1 Fold 16 Gen 1 (2022)、 ThinkPad Z13 Gen 2 和 Z16 Gen 2 (2023)、和 ThinkPad X1 2-202599觸控板。

### X1 2in1第 9 代 (2024)
「Yoga」X1 版本的新版本已更名為2in1，以避免與單獨的聯想 Yoga 系列筆記型電腦混淆。與 X1 Carbon Gen12 分享大部分技術。

## 2025–  第 13 代
聯想在鍵盤上新增了 Microsoft Copilot 按鈕，並且在產品名稱中加入「Aura Edition」作為其符合[微軟] AI PC 之定義的識別，以推廣和整合微軟的AI助理。第二個硬體按鈕可啟動 Lenovo Aura Experience，有助於在裝置等之間共用內容。
本世代起步重量為 986g ，是 ThinkPad X1 Carbon 系列首次將重量縮減至一公斤以下。
搭載 Intel Lunar Lake 處理器的 X1 Carbon Gen 13 並沒有提供 64 GB 記憶體的選項，但這是 Lunar Lake 的限制。
聯想已確認將於稍候提供搭載 Arrow Lake 的機型，預期搭載 Arrow Lake 的版本將會提供 64GB 記憶體的版本可選。